# 相武台団地
相武台団地（そうぶだいだんち）は、神奈川県相模原市南区の町丁。現行行政地名は相武台団地一丁目から相武台団地二丁目。住居表示実施済区域。

## 地理
相模原市南区の南西部に位置している。町内の大部分を神奈川県住宅供給公社の相武台団地が占めている。南部には相模原市立相武台小学校、相武台中央幼稚園、相武台新日本こども園などがある。

## 歴史
以下、沿革節の主要な出典は＜神奈川県住宅供給公社公式サイト＞・＜『郷土史としての相武台陸軍士官学校』涌田佑/著 平成18年11月1日発行＞・＜『郷土史としての米軍キャンプ座間』涌田佑/著 平成21年11月1日発行＞参照。
元々この地は高座郡新磯村大字新戸と大字磯部であり、1937年（昭和12年）に陸軍士官学校の座間への移転に合わせて、1936年（昭和11年）6月より新磯村から北隣の麻溝村にかけての台地上の土地の大部分が陸軍に買収され、士官学校の相武台練兵場・演習場となった。
陸軍に演習場として土地を買収された新磯村・麻溝村の失地耕作者の対応として麻溝台東端付近一帯に、昭和11年12月認可の「芝野耕地整理組合」を設立。しかし面積は失地地積の六分の一に過ぎず、さらに昭和12年12月知事の認可を得て「芝原耕地整理組合」を設立した。昭和15年3月建立の記念碑が相模原公園体育館駐車場、交番の近くに移設。記念碑裏面には当時の関係者77名の名が刻まれている。尚、麻溝村失地耕作者の内30名は陸軍士官学校その他に就職した。
終戦後、相武台練兵場・演習場は払下げられ、新磯野・相武台三丁目の大部分・相武台団地・相模台三丁目～七丁目の区域は相武台下駅付近の座間の各所に居住していた旧士官学校の将校・陸士生が、相模台一丁目・二丁目・麻溝台は外地からの引揚者が入植し、この払下げ地を開拓。1947年12月15日農業協同組合法が施行され、翌年
『相武台下開拓農業組合』を創設。
同時期、東久邇宮首相の「国民皆農主義」の呼びかけもあって、皆が先を争って農業へと回帰することが時代の風潮となった。急ごしらえの「帰農組合」が日本各地で作られ、耕せるところはどこでも耕そうと、耕作地の拡大に積極的に取り組んだ。その政策に基づき農業集落として、相武台団地含む新磯野・相模原市相武台三丁目・相模台三丁目～七丁目は一括りに「新磯台帰農」、相武台一丁目・二丁目は「相武台前」、相模原市相模台一丁目・二丁目は「新興帰農」とされた。
1951年1月、旧軍用地であった大字新戸と大字磯部の各一部を合わせ、新たに大字新磯野として起立、同時に地番整理を実施した。
1961年、当該地域に神奈川県住宅供給公社が相武台団地建設予定地の用地買収を開始、1964年7月着工。1967年1月竣工。
1969年7月1日、大字新磯野より相武台団地一丁目・二丁目が起立、同時に住居表示実施。

### 年表
- 1936年（昭和11年）
  - 6月 - 陸軍士官学校の座間への移転に伴い、旧新磯村から北隣の旧麻溝村にかけての台地上の土地の大部分が陸軍に買収され、士官学校の演習場とされた[15][注釈 7]。
  - 10月 - 陸軍士官学校起工式[16]。
- 1937年（昭和12年）
  - 9月30日 - 陸軍士官学校移転完了[17]。
- 1941年（昭和16年）4月29日 - 高座郡北部の8町村、大野村、新磯村、上溝町、麻溝村、大沢村、田名村、相原村、座間町が合併し人口4万8,482人の高座郡相模原町が成立[18][注釈 8][注釈 9]。当該区域は相模原町の一部となる。
- 1945年（昭和20年）
  - 8月15日 - 終戦。正午、日本政府はポツダム宣言の受諾と降伏決定をラジオ放送による昭和天皇の肉声を通して国民に発表（玉音放送）[注釈 10]。
  - 9月2日 - 日本国政府が降伏文書に調印、大東亜戦争・第二次世界大戦終結（日本国の敗戦）。連合国軍占領下により日本国の主権が停止[19]。
  - 9月5日 - 日本国政府の降伏文書調印に基づき、陸軍士官学校が米軍に接収されキャンプ座間となる[注釈 11]。演習場・練兵場は払下げられ、旧士官学校将校・陸士生が開拓を始める[注釈 12]。
- 1951年（昭和26年）1月 - 旧陸軍士官学校相武台練兵場であった大字新戸と大字磯部の各一部を合わせ新たに大字新磯野として起立、同時に地番整理を実施。当該地域は高座郡相模原町大字新磯野となる[20]。
- 1952年（昭和27年）4月28日 - 日本国主権回復[注釈 13]
- 1954年（昭和29年）11月20日 -  高座郡相模原町、市制施行。相模原市となる。人口8万0,374人（全国で453番目、県下で10番目）。当該地域は相模原市大字新磯野となる。
- 1961年（昭和36年）月日不詳 - 新磯野にて神奈川県住宅供給公社による相武台団地建設用地買収始まる[21][注釈 14]。
- 1964年（昭和39年）7月 - 着工[22]。
- 1967年（昭和42年）
  - 1月17日・2月24日・ 5月10日 - 竣工（分譲第1次）[23]。
  - 4月5日 - 相武台中央幼稚園竣工[24]。
  - 4月5日 - 相武台スーパーマーケット竣工[25]。
  - 4月5日 - 座間広報第104号 昭和42年4月5日発行p4に勤労者積立分譲住宅の募集「相武台団地」記事記載[注釈 15][26]。
  - 7月11日 - 相武台店舗竣工[27]。
  - 7月11日・9月6日・10月12日・11月9日- 竣工（分譲・第2次）[28]
  - 11月9日 - 竣工（賃貸・第1次）[29]。
  - 11月28日 - 相武台管理事務所竣工[30]。
- 1968年（昭和43年）
  - 2月12日 - 竣工（賃貸・第2次）[31]。
  - 3月7日 - 竣工（賃貸・第3次）[32]。
  - 4月1日 - 相模原市立相武台小学校開校。　
  - 4月 - 相武台新日本保育園（現・相武台新日本こども園）開園[33]。
  - 7月10日・8月7日・9月13日  - 竣工（分譲・第3次）[34]。
  - 8月22日 - 竣工（賃貸・最終第4次）[35]。
- 1969年（昭和44年）
  - 6月1日 - 相模原相武台団地郵便局開局。
  - 7月1日 - 大字新磯野より相武台団地一丁目・二丁目が起立、住居表示実施。
  - 7月19日・7月31日・8月20日・8月31日 - 竣工（分譲・最終第4次）[36]。
- 1985年（昭和60年）3月26日 - 村富線全面開通[37][38]。

## 世帯数と人口
2020年（令和2年）10月1日現在（国勢調査）の世帯数と人口（総務省調べ）は以下の通りである。
| 丁目             | 世帯数    | 人口    |
| ---------------- | --------- | ------- |
| 相武台団地一丁目 | 1,319世帯 | 2,273人 |
| 相武台団地二丁目 | 1,085世帯 | 1,994人 |
| 計               | 2,404世帯 | 4,267人 |

### 人口の変遷
国勢調査による人口の推移。
| 年                 | 人口  |
| ------------------ | ----- |
| 1995年（平成7年）  | 6,693 |
| 2000年（平成12年） | 5,934 |
| 2005年（平成17年） | 5,336 |
| 2010年（平成22年） | 4,867 |
| 2015年（平成27年） | 4,429 |
| 2020年（令和2年）  | 4,267 |

### 世帯数の変遷
国勢調査による世帯数の推移。
| 年                 | 世帯数 |
| ------------------ | ------ |
| 1995年（平成7年）  | 2,374  |
| 2000年（平成12年） | 2,358  |
| 2005年（平成17年） | 2,344  |
| 2010年（平成22年） | 2,318  |
| 2015年（平成27年） | 2,293  |
| 2020年（令和2年）  | 2,404  |

## 学区
市立小・中学校に通う場合、学区は以下の通りとなる（2023年5月時点）。
| 丁目             | 番・番地等     | 小学校                   | 中学校                 |
| ---------------- | -------------- | ------------------------ | ---------------------- |
| 相武台団地一丁目 | 4〜5番         | 相模原市立相武台小学校   | 相模原市立若草中学校   |
| 相武台団地一丁目 | 1番、6〜7番    | 相模原市立もえぎ台小学校 | 相模原市立若草中学校   |
| 相武台団地二丁目 | 1番、7〜8番    | 相模原市立もえぎ台小学校 | 相模原市立相武台中学校 |
| 相武台団地二丁目 | 2〜3番、5〜6番 | 相模原市立相武台小学校   | 相模原市立相武台中学校 |

## 事業所
2021年（令和3年）現在の経済センサス調査による事業所数と従業員数は以下の通りである。
| 丁目             | 事業所数 | 従業員数 |
| ---------------- | -------- | -------- |
| 相武台団地一丁目 | 4事業所  | 38人     |
| 相武台団地二丁目 | 23事業所 | 216人    |
| 計               | 27事業所 | 254人    |

### 事業者数の変遷
経済センサスによる事業所数の推移。
| 年                 | 事業者数 |
| ------------------ | -------- |
| 2016年（平成28年） | 18       |
| 2021年（令和3年）  | 27       |

### 従業員数の変遷
経済センサスによる従業員数の推移。
| 年                 | 従業員数 |
| ------------------ | -------- |
| 2016年（平成28年） | 145      |
| 2021年（令和3年）  | 254      |

## 交通
- 神奈川県道507号相武台相模原線

## 施設
- 相模原市立相武台小学校
- 相模原相武台団地郵便局[47]

## その他

### 日本郵便
- 郵便番号 : 252-0323[3]（集配局 : 座間郵便局[48]）。